# JBL 2008-09

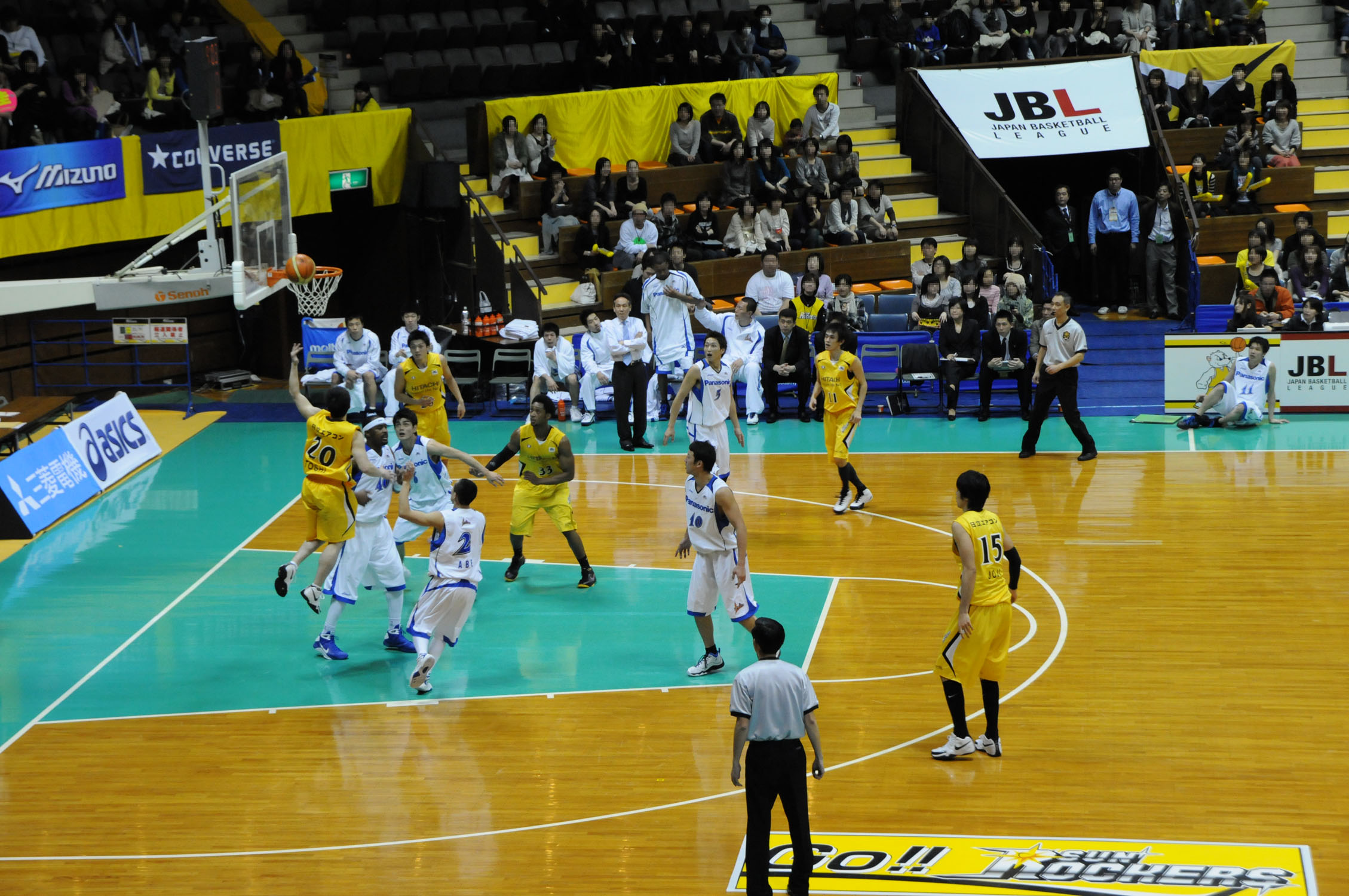
2008-2009 レギュラーシーズン、日立対パナソニック。代々木第二体育館。

JBL 2008-09は、2008年9月26日から2009年3月25日まで、日本各地で行われたバスケットボールリーグである。

## 参加チーム
前年度参加チームのうち、bjリーグに転籍したオーエスジーフェニックス東三河（現浜松・東三河フェニックス）に代わりリンク栃木ブレックスが参加。
- レラカムイ北海道
- リンク栃木ブレックス
- 日立サンロッカーズ
- 東芝ブレイブサンダース
- トヨタ自動車アルバルク
- アイシンシーホース
- 三菱電機ダイヤモンドドルフィンズ
- パナソニックトライアンズ

## 試合方式

### レギュラーシーズン
- 8チームによる5回戦総当たり（1チーム35試合）のリーグ戦を戦う。
- 前年度同様ホーム・アンド・アウェーと「リーグカード」で争われるが、リーグカードは集中開催から週ごとの分散開催に変わった。
- 1月は全日本総合バスケットボール選手権大会による中断を経て、16日に再開される。
- 上位4チームがプレーオフに進出する。

### プレーオフ
- レギュラーシーズン1位と4位、2位と3位の組み合わせで3戦2勝方式のセミファイナルを戦い、勝者は5戦3勝方式のファイナルに進む。
- 会場は国立代々木競技場第二体育館と東京体育館（ファイナル3戦）と北海道立総合体育センターきたえーる（セミファイナル1カード）。
- 北海道がセミファイナルに進出した場合、順位に関係なくきたえーるで開催。進出しなかった場合は2位vs3位がきたえーるでの開催となる。

### オールスターゲーム
12月23日に宇都宮市体育館（リンク栃木ブレックスの本拠地）で開催。ファン投票などにより選出された2チームによる東西対抗形式となる。
ファン投票及び監督推薦により出場選手が決定される。
今大会は地元宇都宮に本社を置く家電量販店であるコジマが冠スポンサーとなり「コジマオールスターゲーム」として開催される。

## 結果

### レギュラーシーズン順位
| 順位 | チーム名                         | 成績     | 勝率 |
| ---- | -------------------------------- | -------- | ---- |
| 1    | アイシンシーホース               | 24勝11敗 | .686 |
| 2    | 日立サンロッカーズ               | 23勝12敗 | .657 |
| 3    | パナソニックトライアンズ         | 22勝13敗 | .629 |
| 4    | トヨタ自動車アルバルク           | 18勝17敗 | .514 |
| 5    | リンク栃木ブレックス             | 16勝19敗 | .457 |
| 6    | 東芝ブレイブサンダース           | 15勝20敗 | .429 |
| 7    | レラカムイ北海道                 | 14勝21敗 | .400 |
| 8    | 三菱電機ダイヤモンドドルフィンズ | 8勝27敗  | .229 |

### プレーオフ
セミファイナル（3月14～16日）
| 戦 | 勝者                               | スコア | 敗者                             | 会場       |
| -- | ---------------------------------- | ------ | -------------------------------- | ---------- |
| 1  | 日立サンロッカーズ レギュラー・2位 | 63-60  | パナソニックトライアンズ 同・3位 | きたえーる |
| 2  | 日立サンロッカーズ レギュラー・2位 | 72-79  | パナソニックトライアンズ 同・3位 | きたえーる |
| 3  | 日立サンロッカーズ レギュラー・2位 | 76-62  | パナソニックトライアンズ 同・3位 | きたえーる |
| 1  | アイシンシーホース 同・1位         | 80-72  | トヨタ自動車アルバルク 同・4位   | 代々木第二 |
| 2  | アイシンシーホース 同・1位         | 67-62  | トヨタ自動車アルバルク 同・4位   | 代々木第二 |

ファイナル（3月20日～26日）
| 戦 | 優勝               | スコア | 準優勝             | 会場       |
| -- | ------------------ | ------ | ------------------ | ---------- |
| 1  | アイシンシーホース | 68-64  | 日立サンロッカーズ | 東京体育館 |
| 2  | アイシンシーホース | 62-65  | 日立サンロッカーズ | 東京体育館 |
| 3  | アイシンシーホース | 81-71  | 日立サンロッカーズ | 東京体育館 |
| 4  | アイシンシーホース | 79-59  | 日立サンロッカーズ | 代々木第二 |

### 最終順位
| 順位 | チーム名                         |
| ---- | -------------------------------- |
| 1    | アイシンシーホース               |
| 2    | 日立サンロッカーズ               |
| 3    | パナソニックトライアンズ         |
| 4    | トヨタ自動車アルバルク           |
| 5    | リンク栃木ブレックス             |
| 6    | 東芝ブレイブサンダース           |
| 7    | レラカムイ北海道                 |
| 8    | 三菱電機ダイヤモンドドルフィンズ |

### オールスターゲーム

#### 出場選手
- EAST

☆ 五十嵐圭(日立)
☆ 川村卓也(リンク栃木)
☆ 朝山正悟(レラカムイ)
☆ 竹内譲次(日立)
☆ 伊藤俊亮(リンク栃木)
☆ ジェームズ・クライプ(リンク栃木)
☆ タイラー・ニュートン(レラカムイ)
・ 田臥勇太(リンク栃木)
・ 折茂武彦(レラカムイ)
・ 岡田優介(トヨタ自動車)
- WEST

☆ 佐古賢一(アイシン)
☆ 菊地祥平(東芝)
☆ 網野友雄(アイシン)
☆ 竹内公輔(アイシン)
☆ 桜木ジェイアール(アイシン)
☆ コーリー・バイオレット(東芝)
☆ カール・トーマス(三菱電機)
・ 石崎巧(東芝)
・ 柏木真介(アイシン)
・ 広瀬健太(パナソニック)

#### 結果
| 勝者 | 結果   | 敗者 | MVP      |
| ---- | ------ | ---- | -------- |
| EAST | 120-98 | WEST | 川村卓也 |

## JBLアウォード
| 部門                         | 受賞者     | チーム       |
| ---------------------------- | ---------- | ------------ |
| レギュラーシーズンMVP        | 竹内公輔   | アイシン     |
| プレーオフMVP                | 竹内公輔   | アイシン     |
| ルーキー・オブ・ザ・イヤー   | 広瀬健太   | パナソニック |
| コーチ・オブ・ザ・イヤー     | 鈴木貴美一 | アイシン     |
| レフェリー・オブ・ザ・イヤー | 宮武庸介   |              |

### ベスト5
| P   | 受賞者   | チーム       |
| --- | -------- | ------------ |
| G   | 田臥勇太 | リンク栃木   |
| G/F | 川村卓也 | リンク栃木   |
| F   | 竹内譲次 | 日立         |
| F/C | 竹内公輔 | アイシン     |
| C   | 青野文彦 | パナソニック |

### リーダーズ
| 部門               | 受賞者                 | チーム       | 記録    |
| ------------------ | ---------------------- | ------------ | ------- |
| 得点               | 川村卓也               | リンク栃木   | 20.43点 |
| アシスト           | 田臥勇太               | リンク栃木   | 5.61本  |
| リバウンド         | コーリー・バイオレット | 東芝         | 10.97本 |
| 野投成功率         | タイラー・ニュートン   | レラカムイ   | 66.46%  |
| フリースロー成功率 | ルイス・キャンベル     | トヨタ       | 83.33%  |
| 3P成功率           | 永山誠                 | パナソニック | 44.07%  |
| スティール         | 田臥勇太               | リンク栃木   | 2.27本  |
| ブロックショット   | 竹内公輔               | アイシン     | 1.89本  |
| ダンクシュート     | コーリー・バイオレット | 東芝         | 1.03本  |